# Lia Williams
Pour les articles homonymes, voir Williams.
Lia Williams est une actrice britannique née le 26 novembre 1964 à Birkenhead en Angleterre.

## Filmographie

### Cinéma
- 1993 : Dirty Weekend : Bella
- 1996 : Different for Girls : l'avocat de la défense
- 1997 : Firelight, le lien secret : Constance
- 1997 : The Fifth Province : Diana de Brie
- 2000 : The King is Alive : Amanda
- 2001 : Chica de Rio : Cathy
- 2007 : Blanche-Neige, la suite : La Belle au bois dormant
- 2007 : Jonathan Toomey : Le Miracle de Noël : Joan Tyler
- 2016 : The Truth Commissioner : la Premier ministre
- 2017 : The Foreigner : Katherine Davies
- 2020 : Archive de Gavin Rothery : le système vocal de la maison de George
- 2022 : Vivre (Living) d'Oliver Hermanus : Mme Smith
- 2024 : Scoop de Philip Martin : Fran Unsworth

### Télévision
- 1984 : Annika (en) : Karen (1 épisode)
- 1985 : Happy Families : Josephine (1 épisode)
- 1986 : Girls on Top : la secrétaire (1 épisode)
- 1987 : No Place Like Home : Cheryl Pitts (1 épisode)
- 1988 : Gems : Miranda (3 épisodes)
- 1988 : The Comic Strip Presents... : Lucy (1 épisode)
- 1988 : Les Girls : Jenna (1 épisode)
- 1988 : Bread : la maîtresse d'hôtel (1 épisode)
- 1989 : Casualty : Carrie Langman (1 épisode)
- 1989 : Red Dwarf : Carol Brown (1 épisode)
- 1992 : Nightingales : Mary (1 épisode)
- 1993 : Mr. Wroe's Virgins : Joanna (4 épisodes)
- 1994 : Seaforth : Paula Longman-Wickham (9 épisodes)
- 1996 : Screen Two : Janet Hinton (1 épisode)
- 1997 : The Uninvited : Melissa Gates (4 épisodes)
- 1998 : Imogen's Face : Amanda (3 épisodes)
- 1998 : Shot Through the Heart : Maida
- 1999 : Bad Blood : Nina Harker (1 épisode)
- 2001 : The Russian Bride : Natash Cherniavskaya
- 2002 : Affaires non classées : Carol Deacon (1 épisode)
- 2002 : Heartbeat : Lady Ashfordly (1 épisode)
- 2002-2010 : Arena : plusieurs personnages (2 épisodes)
- 2003 : Sparkling Cyanide : Ruth Lessing
- 2004 : May 33rd : Ella Wilson
- 2005 : The Last Detective : Dawn Luscombe (1 épisode)
- 2005 : Inspecteur Frost : Sylvia Ford (1 épisode)
- 2006 : Miss Marple : Nellie Bligh
- 2009 : Doc Martin (en) : Edith Montgomery (8 épisodes)
- 2012 : Secret State : Laura Duchenne (4 épisodes)
- 2013 : Inspecteur Lewis : Emma Barnes (2 épisodes)
- 2015 : Inspecteur Barnaby : Maggie Markham (1 épisode)
- 2016 : The Missing : Nadia Herz (7 épisodes)
- 2016-2017 : The Crown : Wallis Simpson (6 épisodes)
- 2017 : C.B. Strike : Liz Tassel (2 épisodes)
- 2018 : Kiri : Alice Warner (4 épisodes)
- 2019-2022 : His Dark Materials : À la croisée des mondes : Dr Cooper (saison 1, épisodes 5 et 6 / saison 3)
- 2024 : The Day of the Jackal
- 2024 : Mr Bates vs The Post Office (mini-série) : Paula Vennells